# Laura Guiteras i Blaya
Laura Guiteras i Blaya   (Barcelona, 1981) és una actriu catalana.
Va començar la seva carrera professional a la sèrie de TV3 El cor de la ciutat, en què va participar entre 2002 i 2009. Des de llavors ha participat en llargmetratges com La princesa del polígon (2007) i Violetas (2008), dirigits per Rafa Montesinos. En teatre ha treballat a Pels pèls (Teatre Borràs, 2007-2008), amb direcció d'Abel Folk, À la ville du Barcelona (Teatre Lliure, Festival Grec de Barcelona, 2012), Doña Rosita la soltera (Teatre Nacional de Catalunya, 2014), totes dues sota direcció de Joan Ollé, entre d'altres. És la creadora i intèrpret dels espectacles de titelles i música i veu en directe Mrs. Brownie (amb Teatre Nu) i Bostikianes (amb Ariadna Martí),  i actualment forma part dels duets musicals La Guitti Di Finizio i Las Josephines.